# 53839 Scholkopf
53839 Scholkopf este o planetă minoră (asteroid), cu un diametru de 2,118 km, din centura de asteroizi. A fost descoperită pe 1 martie 2000 la Catalina Station⁠(d) de Catalina Sky Survey. 
Obiectul prezintă o orbită caracterizată de o semiaxă mare de 2,2792008327294 UAi, o excentricitate de 0,092810936554058, o înclinație de 5,0840935873312 ° în raport cu ecliptica.